# Конска река
Конска река е река в Южна България, област Перник, общини Брезник и Перник, десен приток на река Струма. Дължината ѝ е 36 km.
Конска река извира под името Кощанска река на 1080 m н.в. от Завалска планина, на 1 km южно от най-високия ѝ връх Китка (1181 m). Тече в посока юг-югоизток в плитка и слабо залесена долина през историко-географската област Граово. При село Видрица навлиза в Брезнишкото поле, където долината ѝ се разширява и напълно обезлесява. Тук приема и най-големите си притоци – Брезнишка река, Селска река (Ноевска река) и Мещичка река. Влива се отдясно в река Струма, на 656 m н.в. в северозападния край на град Батановци.
Площта на водосборния басейн на реката е 375 km2, което представлява 2,17% от водосборния басейн на река Струма. Реката събира водата от Брезнишкото поле и ограждащите го планини Завалска, Вискяр, Любаш и Черна гора. Във водосборния басейн на Конска река се намира най-северната точка от целия водосборен басейн на река Струма, северно от село Завала.
Основни притоци: → ляв приток, ← десен приток
- → Джурин дол
- ← Мала река
- ← Топли дол
- → Брезнишка река
- ← Селска река (Ноевска река)
- → Мещицка река (най-голям приток)

Среден годишен отток в устието 1,30 m3/s с максимум през март и минимум – септември. В края на лятото средната и ширина пада до около метър и може да бъде прескочена без сериозно усилие, но никога не пресъхва.
По течението на реката са разположени 9 населени места, в т.ч 1 град и 8 села:
- Община Брезник – Завала, Билинци, Муртинци, Видрица, Сопица, Велковци;
- Община Перник – Ярджиловци, Богданов дол, Батановци.

Конска може да бъде учудващо пълноводна при порои и бързо снеготопене и в миналото се е разливала многократно до степен на бедствие. Сега е озаптена до голяма степен от направените през 70 те години на ХХ век на притоците ѝ малки язовири, при селата Красава, Гърло, Сопица, Бегуновци, Мещица и два при село Ярджиловци. Малко след Билинския манастир водите на реката се хващат и откарват в язовир Красава при село Красава, откъдето се насочват за водоснабдяване на град Брезник.

## Топографска карта
- Лист от карта K-34-46. Мащаб: 1 : 100 000.
- Лист от карта K-34-58. Мащаб: 1 : 100 000.